# Acanthonotozoma dunbari
Acanthonotozoma dunbari är en kräftdjursart som beskrevs av Just 1978. Acanthonotozoma dunbari ingår i släktet Acanthonotozoma och familjen Iphimediidae. Inga underarter finns listade i Catalogue of Life.